# International politik
International politik er et begreb, der både benyttes om internationale politiske relationer som sådan og om et hovedtema i uddannelsen i Statskundskab. Relationerne kan afgrænses som de forhold, der går på tværs af nationale grænser og samtidig indeholder politiske processer Faget omfatter en række discipliner, hvor det internationale system og staternes adfærd og indbyrdes relationer er blandt de vigtigste. International politik som disciplin studeres i nogle lande også som selvstændigt fag.

## Fagets afgrænsninger
Faget historie har længe før statskundskabs etablering beskæftiget sig med internationale forhold. Der er derfor visse overlap mellem historie og statskundskab, især i fagdisciplinerne udenrigspolitik og diplomati. Forskellene er især tydelige, når det drejer sig om faglig metode. Historikeren anvender primært ideografi og kildeanalyse, hvor statskundskab koncentrerer sig om systemers udvikling og indbyrdes relationer. Dette viser sig også i valget af empiri, hvor samfundsforskere anvender tabelmateriale og anden datadokumentation i langt videre omfang end historikere normalt bryder sig om. Faget har ligeledes overlapninger og fælles fokusområder med disciplinen international økonomi.

## Teoriretninger
Inden for International Politik findes et væld af teoriretninger. De to mest indflydelsesrige i amerikanske studier af international politik er realisme og liberalisme (Disse begreber anvendes anderledes inden for international politik end i almen sprogbrug). Inden for europæisk teori om International Politik er Den engelske Skole også en væsentlig teoriretning. Konstruktivisme og marxisme har også (haft) en vis indflydelse, men er mindre udbredte end de førnævnte.

### Realisme
Realismen arbejder med to afgørende forudsætninger. Den ene er, at der hersker et anarki mellem aktørerne i international politik, dvs. et fravær af en central myndighed. Den anden er knyttet til en forestilling om, at magtbalance skabes gennem (ustabile) alliancer, hvor parterne forfølger deres egne nationale interesser. Som følge heraf er internationale relationer konfliktfyldte, og internationale konflikter bliver ultimativt afgjort af krig (eller trusler derom). Det væsentligste hensyn for den enkelte stat bliver dermed at sikre sin egen overlevelse. Realisterne mener således, at international politik først og fremmest handler om magtforholdet mellem staterne i det internationale system. Den nationale interesses betydning som udgangspunkt for magtrelationerne mellem stater bliver især tilskrevet Hans Morgenthau.
Realismen anderkender betydningen af internationale organisationer, men dens teoretikere mener ikke, at disse har midler til at opnå autoritet over staterne. Selv om realismen anerkender, at der er andre aktører end staterne i det internationale system, betragtes disse ikke som væsentlige – flere realister mener, at internationale organisationer bedre kan betegnes som arenaer for staternes handlinger end som selvstændige aktører.[kilde mangler] På baggrund af kritikken af realismen for at undervurdere de internationale organisationer udviklede Kenneth Waltz den såkaldte neorealisme, som i højere grad end Morgenthau inddrager strukturerne i det internationale system i analysen, ligesom økonomiske udviklingstræk spiller en væsentlig rolle.

### Liberalisme (Idealisme)
Liberalismen fik sin udbredelse som et opgør med de realistiske paradigmer. I modsætning til realismen antager liberalismen, at internationale relationer kan indeholde samarbejde frem for konflikt. Der er dermed mulighed for at forbedre de internationale relationer, således at krig bliver væsentligt mindre sandsynligt end hvad realismen antager.
Fremkomsten af liberalisme som tankesæt hænger nøje sammen med fremkomsten af de moderne, liberale stater. Liberale filosoffer, så som John Locke, så store muligheder for fremgang i det internationale samfund, med stater uden autoritære regeringer og større økonomisk velstand. Liberalismen ser i forlængelse heraf folkeretten som et væsentligt instrument til at opnå en international lovtilstand.
Den reviderede variant af liberalismen, neo-liberalismen har introduceret begrebet regimer. Regimebegrebet fastlægger både stater, internationale organisationer, NGO'er og multinationale selskaber som betydelige internationale aktører.
En særlig synsvinkel, der har fået indflydelse på IP fra denne tradition er betoningen af stigende gensidig afhængighed (interdependens) mellem regimerne. Dette betyder blandt andet, at velfærd og menneskerettigheder er alment accepterede mål for de væsentligste internationale aktører.

#### Nyliberalisme
Nyliberalismen (eller neoliberalismen bygger primært på et økonomisk teoreme, der refererer til Adam Smiths begreb markedets usynlige hånd og til David Ricardos teori om komparative fordele ved international handel. Ifølge den nyliberalistiske tolkning er det afgørende for aktørerne at positionere sig i den internationale arbejdsdeling, således at alle varer fremstilles i det land, hvor de kan produceres billigst og mest effektivt.

### Den engelske Skole
Den engelske Skole har en historisk og institutionel tilgang til studiet af international politik. Tilgangen er fokuseret på de ideologier, der påvirker verdens politik, hvor både realismen og liberalismen tager udgangspunkt i strukturer, der påvirker aktører. Den engelske Skole forsøger at undgå det skarpe skel mellem statsegoisme (som realismen repræsenterer) og menneskelig evne til samarbejde (som liberalismen repræsenterer).
I stedet arbejder man med, at stater (og deres politiske aktører) løbende overvejer vægtningen af tre hensyn:
1. Realisme
2. Rationalisme
3. Revolutionisme

Den første, realisme, omhandler at staternes aktører anerkender, at der ikke eksisterer en international magtstruktur, altså at staternes indbyrdes forhold er anarkiske. Magtpolitik og konflikt er altså en mulighed.
Rationalismen tilføjer, at selvom der ikke findes en hierarkisk magtstruktur, så har staterne alligevel et udbredt samarbejde om at få det internationale system til at fungere. Går man f.eks. i krig, så er der regler for, at man erklærer krigen først og derefter angriber, man undlader at slå hinandens diplomater ihjel og så videre.
Endelig er revolutionismen et fokus på et fællesskab, der går ud over det statslige, for eksempel ideer om menneskerettigheder (der gælder alle mennesker) eller ideer om, at der er et stærkt fællesskab mellem kristne eller arbejdere (der gælder en gruppe af mennesker).
Disse tre hensyn indgår hele tiden i de politiske overvejelser, som statsledere må tage.

### Marxismen
Marxistmen er en af mange kritiske indfaldsvinkler til den internationale orden. Marxisternes visioner for fremtidens samfund omfatter en global fordelingspolitik, der bygger på socialistisk ideologi. Marxister og andre kritikere af den internationale kapitalisme har efter Sovjetunionens sammenbrud endvidere rejst krav om miljømæssig bæredygtighed. Disse krav har ikke for alvor vundet indpas i den internationale økonomiske orden.